# Secretário de Estado para a Defesa do Reino Unido
O Secretário de Estado da Defesa, também conhecido como Secretário da Defesa (em inglês: Secretary of State for Defence), é um secretário de Estado do Governo do Reino Unido, com a responsabilidade geral pelos negócios do Ministério da Defesa. O titular é membro do Gabinete do Reino Unido e sexto no ranking ministerial.
O cargo de Secretário de Estado da Defesa foi criado a de 1 de abril de 1964 substituindo os cargos de Ministro da Defesa, Primeiro Lorde do Almirantado, Secretário de Estado da Guerra e Secretário de Estado do Ar, enquanto os escritórios individuais das Forças Armadas britânicas foram abolidos e as suas funções transferidas para o Ministério da Defesa. Em 1997, Michael Portillo estava a ocupar este cargo na época do momento Portillo. Em 2019, Penny Mordaunt tornou-se a primeira secretária da Defesa do Reino Unido.
O titular do cargo é apoiado pelos demais ministros da equipe ministerial da Defesa e pelo Secretário-permanente do Ministério da Defesa (MOD). O ministro-sombra correspondente é o Secretário-sombra de Estado da Defesa, e o Secretário de Estado também é examinado pelo Comitê Seleto de Defesa. 
O atual Secretário de Estado da Defesa é o parlamentar John Healey, desde a sua nomeação pelo Primeiro-ministro Keir Starmer em julho de 2024.